# Интермедиат
Интермедиат (лат. intermedius — средний) — промежуточное вещество с коротким временем жизни, образующееся в ходе химической реакции и затем реагирующие далее до продуктов реакции. Обычно интермедиатами являются атомы или молекулы с незаполненными электронными оболочками, например радикалы, карбокатионы, карбанионы. Ввиду того, что интермедиаты очень быстро реагируют, их концентрация в реакционной смеси очень мала. Поэтому их образование либо теоретически постулируют, либо обнаруживают при помощи современных физико-химических методов анализа. Иногда интермедиат путают с переходным состоянием, однако это не верно, поскольку интермедиат может быть, в принципе, выделен, тогда как существование переходного состояния может быть зафиксировано только в исключительных случаях.

## Основные типы интермедиатов
1. Карбкатионы
2. Карбанионы
3. Радикалы
4. Ион-радикалы
5. Комплексы с переносом заряда (КПЗ)
6. Карбены
7. Нитрены